# スキャンダー・ケインズ
スキャンダー・ケインズ（Skandar Amin Casper Keynes, 1991年9月5日 - ）はイギリスの俳優。

## 来歴
ロンドン出身。チャールズ・ダーウィンやエドガー・エイドリアン、ジョン・メイナード・ケインズの弟ジョフリーの末裔にあたる家系に生まれる。父は作家のランダル・ケインズ。イズリントンにあるアナ・シェアー・シアター・スクールに、入学。9歳でロイヤル・シェークスピア・カンパニーの舞台『マクベス』に出演。2003年にはテレビ映画『Ferrari』で子ども時代のエンツォ・フェラーリ役を演じた。2005年の映画『ナルニア国物語』シリーズのエドマンド・ペベンシー役のオーディションを受け見事大役を射止めた。
ダニエル・ラドクリフも通ったCity of London School for Boysで学んだのち、現在はケンブリッジ大学ペンブルック・カレッジに通い、俳優業は当面休業すると宣言している。

## 出演作品

### 映画
| 公開年 | 作品名                                                                                                  | 役名                   | 備考 |
| ------ | --- | ---------------------- | ---- |
| 2005年 | 『ナルニア国物語/第1章: ライオンと魔女』 The Chronicles of Narnia: The Lion, the Witch and the Wardrobe | エドマンド・ペベンシー |      |
| 2008年 | 『ナルニア国物語/第2章: カスピアン王子の角笛』 The Chronicles of Narnia: Prince Caspian                 | エドマンド・ペベンシー |      |
| 2010年 | 『ナルニア国物語/第3章: アスラン王と魔法の島』 The Chronicles of Narnia: The Voyage of the Dawn Treader | エドマンド・ペベンシー |      |

## 参照
1. ↑  “Notes on the Rendall family”. 2008年5月29日閲覧。